# Marjorie Stinson
Marjorie Claire Stinson (5 de juliol de 1895 – 15 d'abril de 1975) va ser una aviadora estatunidenca.

## Biografia
Seguint les passes de la seva germana, Katherine, Marjorie Stinson aprèn a volar el juny de 1914 a l'escola de vol Wright School of Aviation de Dayton; feu el 4 d'agost el seu primer vol en solitari i va treure's, el 12 d'agost d'aquell mateix any, la llicència número 303, de la Fédération Aéronautique Internationale: esdevingué la novena dona a aconseguir-la i l'aviadora més jove del país.
L'any 1915, Stinson, intentant seguir les passes de la seva germana va provar, sense èxit, d'organitzar una connexió aeropostal a Texas, però aquell mateix any va ser l'única dona admesa al cos de reserva de l'aviació militar dels Estats Units.
El 1916 Marjorie, junt amb la seva família, va crear a San Antonio, Texas, la Stinson Flying School, on el seu germà Edward treballava com a cap de mecànics i la seva mare com a directora comercial. Ben aviat la Força Aèria Canadenca va enviar 100 dels seus cadets a l'escola Stinson on van ser formats per Marjorie, que va passar a ser coneguda com The flying schoolmarm ('la professora voladora') i els seus estudiants com The Texas Escadrille ('l'esquadrilla de Texas').
Després que l'escola tanqués, Marjorie va tenir una carrera molt reeixida com a aviadora d'exhibició actuant, fins al 1928, en esdeveniments com:
- 29 d'agost de 1914, Marjorie i la seva germana Katherine porten la pancarta groga "vots per les dones" al seu biplà Wright el dia del sufragi a Chicago. Les dues germanes van deixar la gira d'exhibició per poder participar en el dia al camp de les sufragistes i així aconseguir 50.000$ per sis "estats en campanya" pel sufragi femení.
- 3 de juliol de 1915, Marjorie va fer dos vols a Bogalusa, Luisiana, un a 10.30 i un a 4.30.
- 23 de juny de 1919, Marjorie va volar travessant Washington per ajudar a anunciar una campanya per aconseguir 10.000.000$ pel Victory Memorial Building.

El 1930 es va traslladar a Washington D. C., on va treballar al Departament de l'Armada, com a reportera de la divisió aeronàutica de la marina dels Estats Units, i se'n retirà l'any 1945. Stinson va ser una de les fundadores del grup Ninety-Nines.

## Llegat

### Mort
Marjorie va morir al Rogers Memorial Hospital de Washington DC el 1975; va ser incinerada i les seves cendres es van escampar a l'aeròdrom de Stinson.

### Aeròdrom de Stinson
D'ençà que va ser establert el 1915 per la família Stinson, l'aeroport municipal Stinson és el segon aeroport d'aviació general més antic. És la seu del Museu de Vol de Texas i durant la Segona Guerra Mundial es va fer servir com a base d'entrenament de les Forces Aèries de l'exèrcit dels Estats Units.